# Адипиновая кислота
Адипи́новая кислота́ (гександио́вая кислота) {\displaystyle {\ce {HOOC(CH2)4COOH}}} — двухосновная предельная карбоновая кислота. Обладает всеми химическими свойствами, характерными для карбоновых кислот.
Образует соли, большинство из которых растворимо в воде.
Легко этерифицируется в моно- и диэфиры. С гликолями образует полиэфиры. Соли и эфиры адипиновой кислоты называются адипинаты.
При взаимодействии с NH3 и аминами даёт аммонийные соли, при дегидратации превращающиеся в адипамиды. С диаминами образует полиамиды, с NH3 в присутствии катализатора при 500—600 °C — адиподинитрил.

## Получение

### Промышленное получение
В промышленности адипиновую кислоту получают главным образом двухстадийным окислением циклогексана. На первой стадии (жидкофазное окисление воздухом при 142—145 °C и 0,7 МПа) получают смесь циклогексанона и циклогексанола:
{\displaystyle {\ce {2C6H12->[{\ce {3/2O2,\ t,\ p,\ kat:\ Co(C17H35COO)2}}][{\ce {-H_{2}O}}]C6H11OH\ +C6H10O,}}}
которая разделяется ректификацией.
Циклогексанон используют для производства капролактама.
Циклогексанол окисляют 40—60 %-ной {\displaystyle {\ce {HNO3}}} при 55 °C (катализатор — метаванадат аммония {\displaystyle {\ce {NH4VO3}}}); выход адипиновой кислоты при этом способе производства составляет ~95 %:
{\displaystyle {\ce {C6H11OH\ +2O2->[{\ce {HNO3,\ kat:\ NH4VO3}}][{\ce {-H_{2}O}}]HOOC(CH2)4COOH}}}.
Перспективным способом производства адипиновой кислоты является гидрокарбонилирование бутадиена.

### Лабораторные методики синтеза
Адипиновую кислоту с неплохим выходом можно получить, окисляя циклогексанол или циклогексанон оксидом хрома (VI), дихроматом калия или дихроматом натрия в присутствии серной кислоты:
{\displaystyle {\ce {3C6H11OH + 8 CrO3 + 12 H2SO4 ->}}}
{\displaystyle {\ce {-> 3 HOOC-(CH2)4-COOH + 4 Cr2(SO4)3 + 15 H2O,}}}
{\displaystyle {\ce {3 C6H11OH + 4 K2Cr2O7 + 16 H2SO4 ->}}}
{\displaystyle {\ce {-> 3 HOOC-(CH2)4-COOH + 4 Cr2(SO4)3 + 4 K2SO4 + 19 H2O}}}.
Органическое вещество следует приливать к окислителю по каплям, поскольку при этой реакции выделяется много тепла.

### Другие возможные способы получения
Адипиновую кислоту можно получить также следующими способами:
- Окислением циклогексана 50—70 %-ной {\displaystyle {\ce {HNO3}}} при 100—200 °C и давлении 0,2—1,96 МПа или тетраоксидом азота {\displaystyle {\ce {N2O4}}} при 50 °C:

{\displaystyle {\ce {C6H12 + 2,5 O2 ->[t,\ {\ce {HNO3/N2O4}}] COOH(CH2)4COOH + H2O}}}.
- Окислением циклогексанона озоном или HNO3:

{\displaystyle {\ce {C6H10O ->[{\ce {O3/HNO3}}] COOH(CH2)4COOH}}}.
- Из тетрагидрофурана по схеме:

- Карбонилированием тетрагидрофурана в ангидрид адипиновой кислоты, из которого взаимодействием с водой получают кислоту, в качестве катализатора используется тетракарбонил никеля:

{\displaystyle {\ce {(CH2)4O\ +2CO\ +H2O->[t,\ p,\ {\ce {Ni(CO)4}}]COOH(CH2)4COOH}}}.

## Применение
Адипиновая кислота — сырьё в производстве полигексаметиленадипинамида (~90 % всей производимой кислоты), её эфиров, полиуретанов
Используется в качестве пищевой добавки E355 для придания кислого вкуса пищевым продуктам (в частности, в производстве безалкогольных напитков).
Является основным компонентом различных средств для химического удаления накипи.

## Мировое производство
Мировое производство адипиновой кислоты — свыше 2,6 млн т/год (по состоянию на 2012 год).